# Polikarpov
Polikarpov je bil sovjetski biro (OKB), ki je načrtoval vojaška letala. Vodil ga je letalski konstruktor Nikolaj Nikolajevič Polikarpov. Po njegovi smrti 30. julija 1944 se je OKB združil v biro Lavočkin, nekaj inženirjev pa se je preselilo k Mikojan-Gureviču, proizvodne tovarne pa k Suhoju.

## Letala

### Bombniki
- TB-2 prototipni dvomotorni dvokrilni bombnik, 1930
- SPB (D) dvomotorni strmoglavec na osnovi VIT-2, 1940
- NB (T) prototipni srednji bombnik, 1944

### Lovci
- I-1 (IL-400) prototip enokrilnega lovca, 1923
- DI-1 (2I-N1) prototip dvosedežnega dvokrilnika, 1926
- I-3 dvokrilni lovec, 1928
- DI-2 dvokrilni lovec na osnovi I-3, 1929
- I-6 prototip dvokrilnega lovca, 1930
- I-5 dvokrilni lovec, 1930
- I-15 Čajka dvokrilni lovec, 1933
- I-16 lovec, 1933
- I-15-2/I-152 (I-15bis) prototip moderniziranega I-15, 1938
- I-15-3/I-153 Chaika dvokrilni lovec
- I-17 prototipni lovec, 1934
- I-180 prototipni lovec na osnovi I-16, 1938
- I-185 prototipni lovec na osnovi I-180, 1941
- I-190 prototipni dvokrilni lovec na osnovi I-153, 1939
- I-200 (MiG-1) lovec
- TIS (MA) prototipni dvomotorni težki lovec, 1941
- ITP (M) prototipni lovec, 1942
- Maljutka lovec na raketni motor, kasneje preklican

### Jurišniki
- VIT-1 prototip dvomotornega jurišnika, 1937
- VIT-2, 1938
- Ivanov prototip jurišnika , 1938

### Izvidniška letala
- R-1 nelicenčna kopija britanskega  Airco DH.9A
- MR-1 R-1 s plovci
- R-2 dvokrilna izvidniška verzija od R-1
- R-4 dvokrilno izvidniško letalo
- R-5 dvokrilno izvidniško letalo, 1928
- SSS lahki bombnik na osnovi R-5
- R-Z lahki bombnik/izvidnik na osnovi R-5, 1935

### Potniška/transportna letala
- PM-1 (P-2) dvokrilno potniško letalo
- PM-2 (PM-2) vodno letalo[1]
- P-5 lahka transportna verzija R-5
- PR-5 potniško letalo na osnvi R-5
- PR-12 enokrilno potniško letalo na osnovi PR-5, 1938
- P-Z komercialna verzija R-Z
- BDP (S) transportno jadralno letalo
- MP
- Limozin (D) lahko transportno letalo, nedkončnano

### Trnažerji
- Po-2/U-2 "Mule" dvokrilnik, 1929
- P-2 dvokrilnik, 1927